# Casper Elgaard
Casper Elgaard (ur. 5 kwietnia 1978 roku w Aarhus) – duński kierowca wyścigowy.

## Kariera
Elgaard rozpoczął karierę w wyścigach samochodowych w 1998 roku od startów w Renault Spider Europe, Duńskiej Formule Ford oraz w Niemieckiej Formule Ford 1800. W edycji duńskiej zdobył tytuł wicemistrzowski, a w Niemczech był siódmy. W późniejszych latach Duńczyk pojawiał się także w stawce Sports Racing World Cup, Danish Touringcar Championship, 24-godzinnego wyścigu Le Mans, American Le Mans Series, DM Revanchen, Le Mans Endurance Series, ADAC Volkswagen Polo Cup, UHSport Hockenheim Cup, UHSport Divinol Tourenwagen Cup, Volkswagen Polo Cup Denmark, Le Mans Series, Copenhagen Historic Grand Prix, Scandinavian Touring Car Championship, Peugeot Spider Cup Denmark, Danish Endurance Championship oraz Auto-G Danish Thundersport Challenge.

## Wyniki w 24h Le Mans
| Rok  | Zespół                              | Partnerzy                          | Samochód                   | Klasa  | Okr. | Poz. | Klasa Pos. |
| ---- | ----------------------------------- | ---------------------------------- | -------------------------- | ------ | ---- | ---- | ---------- |
| 2001 | Team Den Blå Avis Team Goh          | John Nielsen Hiroki Katoh          | Dome S101-Judd             | LMP900 | 66   | NU   | NU         |
| 2003 | RN Motorsport                       | John Nielsen Hayanari Shimoda      | DBA4 03S-Zytek             | LMP675 | 288  | 22   | 2          |
| 2004 | Lister Racing                       | John Nielsen Jens Møller           | Lister Storm LMP-Chevrolet | LMP1   | 279  | 24   | 9          |
| 2006 | Zytek Engineering Team Essex Invest | John Nielsen Philip Andersen       | Zytek 06S                  | LMP1   | 269  | NS   | NS         |
| 2007 | Aston Martin Racing Larbre          | Christophe Bouchut Fabrizio Gollin | Aston Martin DBR9          | GT1    | 341  | 7    | 3          |
| 2008 | Team Essex                          | John Nielsen Sascha Maassen        | Porsche RS Spyder Evo      | LMP2   | 347  | 12   | 2          |
| 2009 | Team Essex                          | Kristian Poulsen Emmanuel Collard  | Porsche RS Spyder Evo      | LMP2   | 357  | 10   | 1          |
| 2011 | Hope Racing                         | Steve Zacchia Jan Lammers          | Oreca 01-Swiss HyTech      | LMP1   | 115  | NU   | NU         |